# Visa
Visa Inc. ([ˈviːzə] или [ˈviːsə], Виза) e американска транснационална компания, предоставяща услуги по извършване на платежни операции. Компанията е основа на едноименната асоциация. От 20 септември 2013 г. стойността на нейните акции участва в изчислението на промишления индекс Дау Джонс.
VISA International Service Association (рекурсивен акроним) е международна платежна система. Понастоящем асоциацията включва две компании (преди са били четири): Visa Inc. (САЩ, Фостър Сити), на която принадлежат всички права върху търговската марка и прилаганите технологии, и Visa Europe Services Inc. (Великобритания, Лондон), която се управлява от европейски банки и действа, като използва лиценз от Visa Inc.
Общият обем на оборотите по картите Visa възлиза на 8,3 трилиона долара. Картите Visa се приемат при плащания в търговските обекти на над 200 страни по света. Организацията играе централна роля в разработването на иновационни платежни продукти и технологии, които се използват от 15 500 финансови организации (по данни към 31 март 2019 г.). В света са издадени над 3,4 млрд. карти Visa (към 31.12.2018), които се приемат за плащане в над 53,9 милиона търговски точки.
Почти всички трансакции с Visa по целия свят се обработват чрез VisaNet, мрежа, управлявана от компанията, съоръженията на която се намират в четири защитени центрове за обработка на данни, разположени в Ашбърн, щат Вирджиния; Ранчо Хайлендс, Колорадо; Лондон, Англия и Сингапур. Тези обекти са сигурно защитени срещу стихийни бедствия, престъпност и тероризъм; могат да работят независимо един от друг и при необходимост, независимо от външни инженерни мрежи. Мрежата може да обработва до 30 000 едновременни трансакции и да извършва до 100 милиарда изчисления всяка секунда.
Visa е втората по големина в света организация за картови плащания (дебитни и кредитни карти, взети заедно). През 2015 г. тя е изпреварена от китайската UnionPay по годишен обем на трансакциите по картови плащания и по количество на издадените карти. Обаче, тъй като обхватът на UnionPay зависи на първо място от размера на вътрешния пазар в Китай, Visa се счита за доминираща компания по издадените банкови карти в останалия свят, където тя контролира 50% от всички платежи чрез карти.
Системата е пусната през септември 1958 г. от Bank of America като програма за кредитни карти BankAmericard. В отговор на конкурента Master Charge (днес Mastercard), Bank of America започва да дава лицензи за програмата BankAmericard на други финансови институции през 1966 г. През 1976 г. системата е преименувана на Visa.